# Манакор
Манакор (ісп. Manacor) — третій за величиною муніципалітет (ісп. Municipi) на Балеарському острові Майорка, Іспанія. Він розташований на сході Балеарського острова, має статус міста (ісп. Ciutat), а також є економічним центром східної частини острова. Manacor славиться виробництвом високоякісних дерев'яних меблів і штучних перлів.